# Kravlingprisen
Kravlingprisen er en pris for mediestuderende som en pendant til den højtestimerede journalistpris Cavlingprisen. Det er Danmarks største prisuddeling for studerende og har været en anerkendt pris i branchen siden 2000. Produkter inden for kategorierne journalistik, foto, design og kommunikation kan indstilles til prisen, hvis de er produceret i studietiden af mediestuderende fra journalist- eller medieuddannelserne på Danmarks Medie- og Journalisthøjskole, Syddansk Universitet og Roskilde Universitet.
For at vinde en af priserne skal man være medlem af Dansk Journalistforbund og studerende, eller siden sidste indstillingsfrist have været studerende.
Priserne overrækkes i foråret med efterfølgende fest et sted i København. I 2020 blev prisuddelingen udskudt fra maj til oktober og efterfesten var aflyst på grund af Covid-19.

## Historie
Oprindeligt blev Kravlingprisen uddelt internt på DMJX af de studerende selv, men fra år 2000 blev den indstiftet som en officiel pris, uddelt af en ekstern komité med daværende chefredaktør på Ekstra Bladet, Hans Engell, som komitéformand.
Fra 2007 blev prisen samlet under DJS, der består af bestyrelserne på de tre journalistuddannelser DJ RUC (RUC) KaJO (SDU) og KaJ (DMJX), og samtidig indførte man Fotoprisen, der tildeles et fotojournalistisk produkt.
I 2011 indførtes Praktikantvejlederprisen af Astrid Holck Jensen, der sad i praktikantudvalget i 2011 med begrundelsen, at der skulle være en hæder af praktikantvejlederens arbejde.
I 2013 blev Den Skæve Kravling for første gang uddelt, som gives for journalistisk arbejde, som er utraditionelt, satirisk, underholdende, debatterende, konfronterende eller nytænkende. Prisen var ikke tilbagevendende.
I 2014 blev den Visuelle Kravling uddelt som afløser af Fotoprisen. Fotoprisen blev for første gang givet for både foto, film og grafisk design. Samme år så Kommunikationsprisen for første gang dagens lys. Som noget nyt uddeltes 'HelgePrisen' i 2014: En pris, der hylder god regional journalistik, men som ikke blev en tilbagevendende pris.
I 2016 blev fire kravlingpriser uddelt i kategorierne: Journalistik, TV/Foto, Design og Kommunikation.
I 2020 havde Kravlingprisen 20-års jubilæum, hvor Kravlingprisen for kommunikation for første gang vægter det gode kommunikationsarbejde eller den gode kommunikationsstrategi, mens TV/Foto-prisen gives til et fotojournalistisk produkt og skifter navn tilbage til Foto-prisen.
I 2023 blev Originalitetsprisen for første gang uddelt, som hylder den skæve idé og de kreativt fortalte historier.

## Modtagere

### Kravlingprisen for journalistik
| År   | Navn | Medie                       | Begrundelse |
| ---- | --- | --------------------------- | --- |
| 2000 | Nikolaj Thomassen | Politiken                   | En artikelserie om den såkaldte ligkiste-sag, der handlede om forsvundne børnelig og bedrageri i Arbejdernes Ligkistemagasin.                                                             |
| 2001 | Lars Nørgaard Pedersen | Jyllands-Posten             | Afdækningen af en institutions brug af tvang, vold og straffemetoder mod unge handicappede.                                                                                               |
| 2002 | Nils Giversen | DR                          | Dokumentprogrammet ”De bortførte børn” om en mor, hvis børn var blevet bortført til Kairo af deres egyptiske far.                                                                         |
| 2003 | Julie Ring-Hansen | HK Industri                 | Fortællende journalistik om konsekvenserne for tre ansatte, da busfabrikken Vest-Busscar i Silkeborg lukkede i 2003.                                                                      |
| 2004 | Jeppe Dong Abrahamsen | Folkeskolen                 | En række artikler om børn i sorg, bl.a. om Marie-Louise, der mister sin far. |
| 2005 | Ikke uddelt |                             | (ingen af de indstillede blev fundet værdige) |
| 2006 | Fikré El-Gourfti | Politiken                   | En reportageserie om afrikanske flygtninge, der forsøger at krydse grænsen til Europa. |
| 2007 | Martin Hoffmann Kønig | Holbæk Amts Venstreblad     | En banal historie om en dreng der næsten drukner i den lokale svømmehal. Baggrunden viser sig at være besparelser blandt livreddere, og sagen ender på Christiansborg.                    |
| 2008 | Morten Vedsø Szygenda og Mads Zacho Teglskov                                                                                              | Politiken                   | "Alle mand over bord". Artikel i Politiken om fatale fejl ved Søværnets redningsudstyr under en dødsulykke.                                                                               |
| 2009 | Projektgruppen af praktikanter på Nordjyske                                                                                               |                             | For artikelserien "Børn på kanten". Det er en række interviews en gruppe udsatte unge, der fortæller om deres liv på kant med loven og deres socialt belastede baggrund.                  |
| 2009 | Sara Maria Glanowski |                             | For reportagen "Rejsen Tilbage". En lille historie der bliver en stor historie om ikke alene katolicismens rolle i Polen før og nu, men om tradition, fordomme og mødet med det fremmede. |
| 2010 | Jonas Vester | Dagbladet Ringkøbing-Skjern | For en artikelserie om mobilhuller i Vestjylland, der fik bragt ophør til tavsheden fra politikerne og medførte at Helge Sander mødte op på redaktionen for at forklare sig.              |
| 2011 | Sophie Bremer | Ekstra Bladet               | Fik prisen for to forskellige serier i Ekstra Bladet - 'Gak Gak i DSB' og 'Dong's kulsorte samvittighed,' som Dong Energys køb af dødskul i Rusland.                                      |
| 2012 | Jonas Høy Bruun, Karina O. Dahlgaard, Line Ziegler Laursen, Glenn Terndrup Sørensen, Lise Blom, Ann-Sophie Borgermann og Cathrine Ertmann | Jyllands-Posten             | For den flermedielle artikelserie "Identitetstyveri", der satte fokus på et stigende samfundsproblem og fik politiet og politikere til at skærpe indsats og lovgivning.                   |
| 2013 | Jonas Fruensgaard | Kristeligt Dagblad          | Fik prisen for artikelserien "Den græske deroute", der satte fokus på konsekvenserne af EU's sparekrav til grækerne til gengæld for lånene.                                               |
| 2014 | Isabella Hindkjær | Zetland                     | Fik prisen for singlen "Den forunderlige fortælling om min mor og flugten fra kriselandet."                                                                                               |
| 2015 | Inaam Nabil | Fyens Stiftstidende         | For artikelserien "De syriske flygtninge", der skildrer de menneskelige konsekvenser af den syriske konflikt.                                                                             |
| 2016 | Claus Nordahl og Anders Bindesbøll | DR P1                       | For radiodokumentaren "Voldtægt on Demand", der udforsker en illegal industri, hvis groteske vare er overgreb mod børn bestilt og distribueret via webcam.                                |
| 2017 | Johanne Ramskov Erichsen og Laura Friis Wang                                                                                              | Information                 | For deres dækning af flygtninge- og asylområdet i Information |
| 2018 | Mikkel Danielsen og Philip Róin | Zetland                     | For projektet 'En Simpel Guide til Hvordan Man Vælter En Diktator' |
| 2019 | Nicolaj Pedersen og Thor Hedegaard | TV2/Fyn                     | For projektet ‘Et handicappet system'. |
| 2020 | Benjamin Fischermann | DR                          | For dokumentaren 'Krigen der splittede min familie' |
| 2023 | Emilie Myrup Vestergaard | TV2                         | For arbejdet som muldvarp i dokumentaren 'Opråb fra Plejehjemmet' |
| 2024 | Mikala Emilie Kjærbo Sørensen | TV2 Østjylland              | For dokumentaren 'Vores lille hemmelighed.' |

1. ↑  Prisen blev delt i to

Kravlingprisen for originalitet
| År   | Navn                            | Medie               | Begrundelse                                                         |
| ---- | ------------------------------- | ------------------- | ------------------------------------------------------------------- |
| 2023 | Markus Valentin og Freja Enslev | Fyens Stiftstidende | For fortællingen 'Lokomotivføreren Steen har påkørt fire mennesker' |

Se tidligere vindere på Kravlingprisens hjemmeside

### Kravlingprisen for foto
| År   | Navn                                               | Begrundelse |
| ---- | -------------------------------------------------- | --- |
| 2007 | Mads Nissen                                        | Hovedopgave fra DJH om Amazonas. Man bliver taget med på en rejse ind i Amazonas og oplever menneskelivet langs ﬂoden                                           |
| 2008 | Anders Birch                                       | Fotoserien "Hometown" fra den amerikanske præsident George Bushs hjemby i Texas.                                                                                |
| 2009 | Maria Fonfara                                      | For sin fortælling om krop, kærlighed og sex i den tredje alder. Det er et vanskeligt tilgængeligt emne, det er tabubelagt. Det kræver stort mod og indlevelse. |
| 2010 | Jonathan Bjerg Møller                              | Multimedieprojektet "Landet der druknede" om klimaforandringernes konsekvenser i Bangladesh.                                                                    |
| 2011 | Niels Christensen                                  | For fotoserien "Drengeliv", hvor han har fanget nogle af sine gode kammerater i mange af de største øjeblikke i livet.                                          |
| 2012 | Tobias Selnæs Markussen                            | For fotoserien "Autopia", hvor han med meget æstetiske billeder og snapshots indfanger amerikanernes enorme glæde for biler.                                    |
| 2013 | Marie Hald                                         | For fotoserien "Bonnie", bragt i Information, der helt unikt portrætterer livet som prostitueret.                                                               |
| 2014 | Thomas Emil Sørensen og Paw Wegner Gissel          | For videoportrættet "Harald Togram" om en ung hjemløs mand. |
| 2015 | Dennis Lehmann                                     | For fotobogen "Upernavik og andre fortællinger" der skildrer nutidens Grønland.                                                                                 |
| 2016 | Tor Birk Trads                                     | For fotobogen "Det, der er nærmest, er det, vi ikke ser", der portrætterer vestegnen.                                                                           |
| 2017 | Malene Anthony Nielsen                             | For dokumentarfilmen 'Er det nu jeg skal dø?' |
| 2018 | Anders Rye Skjoldjensen og Rune Aarestrup Pedersen | For projektet 'Det der stadig står'. |
| 2019 | Tobias Nicolai Kvist Larsen                        | For projektet 'Ulveland'. |
| 2020 | Nanna Navntoft                                     | For portrætserien 'BED', om en indre kamp forbundet med tabu og skam.                                                                                           |
| 2023 | Jesper Houborg                                     | For projektet 'Evakueret til et usikkert liv' |
| 2024 | Nicoline Kjems Krognos                             | For fotoserien 'Du ser ikke, hvad jeg mærker' |

### Kravlingprisen for design
| År   | Navn                                               | Begrundelse                                                                              |
| ---- | -------------------------------------------------- | ---------------------------------------------------------------------------------------- |
| 2016 | Josefine Exner                                     | For 'Kærestesorger'.                                                                     |
| 2017 | Cecilie Jelstrup Larsen og Jeppe Vidstrup          | For kampagnen 'Out Loud'.                                                                |
| 2018 | Paw Poulsen                                        | For projektet 'Arto Danmarkskort'.                                                       |
| 2019 | Christian Skjøtt, Alexander Kofoed og Jacob Grandt | For projektet ‘St.Raws’.                                                                 |
| 2020 | Jonathan Slyngborg Fjord                           | For sit design af Alternativets Isplakat Arkiveret 16. oktober 2020 hos Wayback Machine. |
| 2023 | Eigil Nikolajsen                                   | For projektet ’Lisboa somos nós’                                                         |
| 2024 | Nikolaj Kjær Rasmussen                             | For projektet 'Flawed'                                                                   |

### Kravlingprisen for kommunikation
| År   | Navn                                                         | Begrundelse                                                                                   |
| ---- | ------------------------------------------------------------ | --------------------------------------------------------------------------------------------- |
| 2016 | Helena Kristine Mandsbjerg og Mirella Engelbrecht Fruergaard | For 'Alternativet'.                                                                           |
| 2017 | Jeppe Vidstrup, Simone Wärme og Klara Vilshammer             | For kampagnen 'Burger Queen'.                                                                 |
| 2018 | Christine Jensen og Thorbjørn Kragh Liljegren                | For projektet 'Irmas Insekter'.                                                               |
| 2019 | Hans Høite Augustenborg                                      | For projektet ‘Trucker University’.                                                           |
| 2020 | Simone Weilborg og Sofie Saietz Bergstrand                   | For ’DBA Swish’, som er en produktudvikling, visuel identitet og integreret kampagne for DBA. |
| 2023 | Josephine Michaëlis og Sofie Finderup                        | For projektet 'BELU'                                                                          |
| 2024 | Thea Riis Jespersen                                          | For projektet 'Røde Kors Curated'                                                             |

Se tidligere vindere på Kravlingprisens hjemmeside

## Prisen
Kravlingprisen består af en udtalelse fra komitéen, 10.000 kroner og en bronzestatuette, der forestiller Henrik Cavling som seksårig i en voksen mands hat og frakke.
Statuetten er fremstillet i bronze og udført af kunstneren Jens Galschiøt.
Fotokravlingprisen består af en udtalelse fra fotokomitéen, 10.000 kroner og en statuette.

## Om showet
Kravlingpriserne uddeles til det årlige awardsshow. I begyndelsen fandt prisuddelingen sted på Danmarks Medie- og Journalisthøjskole i Aarhus, men er senere hen blevet afholdt i København. Både Docken, Den Grå Hal, Pumpehuset, Nørrebro Teater, Vega og Bremen Teater har fungeret som venue for Kravlingprisen siden 2010.
Til awardsshowet har der gennem tiden været livemusik af bl.a. WhoMadeWho, Reptile Youth, Blaue Blume, Kasper Bjørke, Soleima, Scarlet Pleasure, Marvelous Mosell, Fool, Jada, Specktors og Tessa med flere.
Blandt værterne for showet har været Anders Breinholt, Anders Lund Madsen, Iben Maria Zeuthen, Thomas Skov, Huxi Bach, Thomas Warberg, Peter Falktoft, Esben Bjerre, Anders Stegger, David Mandel, Rasmus Brohave, Sara Bro, Cecilie Beck, Andreas Kousholt, Jacob Weil, Martin Johannes Larsen og Rasmus Wallbridge.